# Actinodura souliei
Síbia-estriada ou asa-malhada-listrado (Actinodura souliei) é uma espécie de ave da família Timaliidae. Pode ser encontrada nos seguintes países: China e Vietname. Os seus habitats naturais são: florestas temperadas e florestas subtropicais ou tropicais húmidas de baixa altitude.